# Acanthodactylus tristrami
Acanthodactylus tristrami là một loài thằn lằn trong họ Lacertidae. Loài này được Günther mô tả khoa học đầu tiên năm 1864.